# Karymsky
El Karymsky  (en ruso: Карымская сопка, Karymskaya Sopka) es un estratovolcán en la península de Kamchatka, Rusia. Es el volcán más activo de la zona volcánica oriental de Kamchatka, es un estratovolcán simétrico construido dentro de una caldera de 5 km de ancho que se formó durante el Holoceno temprano. El cono está recubierto por flujos de lava menos de 200 años de antigüedad. En su historia ha tenido erupciones vulcanianas y erupción estrombolianas con actividad explosiva moderada. Su nombre deriva del etnia Karyms.